# 닥터 후 시리즈 2
영국의 SF 드라마 《닥터 후》의 시리즈 2 (Series 2, 뉴 시즌 2)는 2005년 12월 25일 크리스마스 스페셜 "The Christmas Invasion"으로 시작했다. 스페셜에 이은 정규 시즌은 2006년 4월 15일 "New Earth"로 시작하여 13개 에피소드로 방영되었다. 여기에 기부 특집 에피소드와 시청자 참여형 에피소드의 두가지 보조 에피소드가 제작되었으며, 각 에피소드의 예고편 성격을 갖는 총 13편의 타디소드도 제작되었다.
이 시리즈는 데이비드 테넌트가 닥터의 열번째 생애로 주연을 맡은 첫번째 시리즈이다. 닥터는 영국 경찰 박스의 외관으로 나타나는 타디스를 통해 시공간을 여행하는 외계인인 타임 로드이다. 그는 점점 정이 들어가는 그의 동행자 로즈 타일러 (빌리 파이퍼)와 여행을 계속한다. 이들은 로즈의 남자친구 미키 스미스 (노엘 클라크)와도 잠시 여행하고, 카밀 코두리도 로즈의 엄마인 재키 타일러 역으로 재출연한다. 이 시리즈는 '토치우드'라는 반복되는 단어로 이루어지는 느슨한 스토리 아크로 연결되어 있다.

## 에피소드
시리즈 2의 첫 번째 에피소드인 "New Earth"는 닥터 후가 재방영된 이래로 지구 부근을 배경으로 하지 않은 첫 번째 에피소드이며, 시즌 25의 'The Greatest Show in the Galaxy' 이후 배경을 완전히 외계로 설정한 첫 번째 스토리다.
| 특집 |    |                                                 |               |                 |                  |      |      |    |
| 167 | —  | "크리스마스 침공" "The Christmas Invasion"      | 제임스 호스   | 러셀 T 데이비스 | 2005년 12월 25일 | 2X   | 9.84 | 84 |
| 로즈와 새롭게 재생성한 10대 닥터는 로즈의 집으로 돌아가고, 그곳에서 로즈와 엄마 재키 타일러 (카밀 코두리), 그리고 전 남자친구였던 미키 스미스 (노엘 클라크)는 그를 쉬게 하기 위해서 집안으로 들인다. 쇼핑하러 밖에 나온 로즈와 미키는 산타 로봇들에게 공격당하는데, 닥터는 그의 재생성에서 나온 에너지가 이들을 지구로 유인했다는 이론을 내세운다. 해리엇 존스 수상 (퍼넬러피 윌턴)은 시코락스의 우두머리에게 지구 인구의 반을 노예로 달라는 협박을 받는다. 해리엇은 협상하려 하고 시코락스의 우주선으로 전송된다. 로즈, 미키, 재키는 닥터를 타디스 안으로 옮기지만 시코락스는 타디스를 발견하고 안에 있는 로즈, 미키, 닥터와 함께 타디스를 자기들의 우주선으로 이동시킨다. 닥터는 완전히 회복한 뒤 지구의 미래를 걸고 시코락스의 우두머리에게 칼싸움으로 도전하고, 끝내 그 싸움에서 이긴다. 하지만 토치우드에게 이 일에 관련하여 명령한 해리엇 존스는 닥터의 바램과는 달리 시코락스의 우주선을 파괴시킨다. |    |                                                 |               |                 |                  |      |      |    |
| 시리즈 |    |                                                 |               |                 |                  |      |      |    |
| 168 | 1  | "새로운 지구" "New Earth"                       | 제임스 호스   | 러셀 T 데이비스 | 2006년 4월 15일  | 2.1  | 8.62 | 85 |
| 닥터와 로즈는 태양으로 지구가 파괴된 뒤 인간들이 거주하는 행성인 새로운 지구로 간다. 둘은 뉴뉴욕에 있는 한 병원에 들어가는데, 로즈는 이곳에서 악당 카산드라 (조이 워너메이커)를 다시 만난다. 카산드라는 몸이 필요해서 로즈의 몸에 들러붙지만, 닥터는 '로즈'의 행동을 수상하게 여긴다. 둘은 이 병원이 플레니튜드 자매가 치료법을 알아낼 수 있도록 여러 병에 감염시킨 수백명의 인공적으로 자란 인간들을 수용하고 있다는 사실을 발견한다. '로즈'는 혼란을 일으키기 위해서 그 인간들 중 몇몇을 풀어주지만, 이들은 다른 인간들도 풀어주고 좀비처럼 공격을 시작한다. 닥터는 소독 샤워기에서 나온 해결책으로 감염된 인간들에게 약물을 뿌리고 치료한다. 닥터는 카산드라에게 로즈에게서 나올 것을 명령하고 카산드라는 자신의 정신을 자기의 노예인 칩 (션 갤러거)에게 이동시키지만, 그의 복제된 몸이 쇠약해지고 카산드라는 죽음을 받아들인다. |    |                                                 |               |                 |                  |      |      |    |
| 169 | 2  | "이빨과 발톱" "Tooth and Claw"                  | 유로스 린     | 러셀 T 데이비스 | 2006년 4월 22일  | 2.2  | 9.24 | 83 |
| 닥터와 로즈는 1879년의 스코틀랜드에 이르게 되고, 빅토리아 여왕 (폴린 콜린스)은 둘을 토치우드 사유지로 초대한다. 이들은 알아채지 못하지만 빅토리아 여왕을 감염시키려는 기대를 하고 늑대인간을 데리고 온 한 무리의 수도승들이 사유지를 장악하고 있었다. 닥터는 함정임을 알아채고 자신과 빅토리아 여왕, 로즈를 늑대인간으로부터 보호하려 애를 쓴다. 그는 이 사유지에 커다란 망원경이 있어서 빅토리아 여왕의 코이누르 다이아몬드와 보름달 달빛이 있다면 늑대인간을 강제로 사람의 형상으로 잡아둘 수 있기 때문에 늑대인간의 함정으로 설계되었단 것을 알게 된다. 닥터와 로즈는 여왕을 구해내지만 빅토리아 여왕은 닥터와 로즈의 현대적인 기이한 행동로 인해 충격을 받고, 더 많은 외계의 공격으로부터 영국을 수호하기 위해 토치우드 기관을 설립한다. |    |                                                 |               |                 |                  |      |      |    |
| 170 | 3  | "천재들의 학교" "School Reunion"                | 제임스 호스   | 토비 위토즈     | 2006년 4월 29일  | 2.3  | 8.31 | 85 |
| 닥터는 미키가 의심쩍다고 생각하는 어느 학교에 교사로 잠입하여 일한다. 급식 여보조원으로 일하고 있는 로즈는 급식실의 감자튀김이 다른 조리실 직원들에게 부작용이 있다는 것을 알게 된 한편, 닥터는 그 감자튀김이 학생들의 지능을 더욱 높여주는 듯한 점에 주목한다. 학교 교장인 핀치 씨 (앤서니 헤드)의 성공은 언론의 관심을 끌고 있었는데, 조사기자이자 닥터의 옛 동행자였던 사라 제인 스미스 (엘리자베스 슬레이든)가 학교에 도착하고 어느날 밤 타디스를 발견한다. 사라 제인과 그녀의 로봇 강아지 K-9은 닥터, 로즈, 미키와 함께 합류하고 학교의 선생님들이 사실은 크릴리테인이라는 것과 감자튀김이 크릴리테인 기름으로 뒤덮인 것을 발견하는데, 이 기름은 아이들을 충분히 영리하게 만들어서 크릴리테인들에게 시공간을 완전히 지배하는 힘을 주게 될 모든 것의 이론인 '스카시스 패러다임'을 해독할 수 있게 하려는 것이었다. 닥터는 크릴리테인과 함께하길 거부하고 K-9이 감자튀김 기름 컨테이너를 폭발시킨 후에 학교 아이들을 대피시킨다. 기름이 폭발하면서 크릴리테인들과 학교, 그리고 K-9은 파괴되고 만다. 사라 제인은 자신과 여행을 떠나자는 닥터의 제안을 거절하고, 미키가 대신하면 어떻겠냐고 제안한다. 그리고 닥터는 그녀에게 완전히 새 것인 K-9 모델을 준다. |    |                                                 |               |                 |                  |      |      |    |
| 171 | 4  | "벽난로 속의 여인" "The Girl in the Fireplace"  | 유로스 린     | 스티븐 모팻     | 2006년 5월 6일   | 2.4  | 7.90 | 84 |
| 닥터와 로즈와 미키는 버려져 있는 한 우주선에 내리는데, 그곳에는 '르넷' (소피아 마일스)라 알려진 퐁파두르 부인의 일생에 열려있는 여러 '시간 창'들이 있었다. 닥터는 18세기 난로를 통해 르넷이 7살이었을 때 그녀의 침실로 처음 들어가고, 침대 밑에 숨어있던 시계태엽 인간으로부터 르넷을 구해낸다. 우주선에서 닥터와 동행자들은 르넷의 일생에 난 더 많은 시간 창들을 발견하고, 그 시계태엽 드로이드들이 계속 그녀를 뒤쫗고 있지만 그녀가 '완전하다'고 여기지 않는 것을 보게 된다. 닥터는 우주선의 인간 승무원들이 죽었고 그 드로이드들은 이들의 장기 일부를 선내에 이용하는데 재활용하지만 완전히 가동되려면 아직 르넷의 두뇌가 필요하단 것을 발견해낸다. 르넷의 두뇌는 우주선의 나이인 37세가 되어야만 하는데, 사실 그 우주선은 퐁파두르 부인의 이름을 따온 것이었다. 닥터는 가까스로 르넷의 37번째 생일 가장무도회에 도착하고, 자기들의 우주선으로 되돌아갈 길이 사라져 작동을 멈춘 드로이드들로부터 그녀를 구해낸다. |    |                                                 |               |                 |                  |      |      |    |
| 172a | 5  | "눈을 떠라, 사이버맨!" "Rise of the Cybermen"   | 그렘 하퍼     | 톰 맥레이       | 2006년 5월 13일  | 2.5  | 9.22 | 86 |
| 닥터와 로즈, 미키는 타디스에 문제가 생겨 평행 우주에 이르게 되는데, 그곳에서는 대부분의 런던 사람들이 착용한 사람의 뇌에 정보를 직접 공급하는 '이어팟'을 끼고 있었고, 로즈의 아빠 피트 타일러 (숀 딩월)은 아직 살아있었다. 이 이어팟은 존 루믹 (로저 로이드팩)이 설계했는데, 인간들을 사이버맨으로 바는 '업그레이드'를 시키려 하고 있었다. 루믹은 아직 이런 일을 할 허가를 받지 않았는데도 수많은 노숙자들을 납치해 변환시키고 있었다. 미키는 평행우주에 있는 자신인 리키로 오해받고 제이크 시몬즈 (앤드류 헤이든스미스)에게 잡혀가는데, 시몬즈는 이어팟의 위험성을 알고 있는 모임, 일명 '설교자들'의 일원이었다. 한편 평행우주판 재키의 생일 파티에 닥터와 로즈가 웨이터인 척하고 잠입하던 중 사이버맨들이 공격해 온다. 둘은 피트와 함께 탈출해 미키에게로 달려가지만 사이버맨들이 접근해 온다. |    |                                                 |               |                 |                  |      |      |    |
| 172b | 6  | "강철 시대" "The Age of Steel"                  | 그렘 하퍼     | 톰 맥레이       | 2006년 5월 20일  | 2.6  | 7.63 | 86 |
| 사이버맨들에게서 빠져나온 일행은 배터시 발전소로 가는데, 그곳에서는 루믹이 런던 시민들에게 사이버맨으로 변환하러 오라고 명령을 내리고 있었다. 가던 도중 리키가 사이버맨들에게 죽고 만다. 일행은 비행선에 있는 이어팟 전송기를 파괴하기 위해 갈라서는데, 미키와 제이크는 비행선에 오르고, 로즈와 피트는 전환하러 행군하는 사람들인 척 하며, 닥터와 무어 여사는 루믹에게 간다. 끝내 무어 여사는 죽고 닥터와 로즈, 피트는 사이버맨들에게 사로잡혀 루믹에게 가는데, 이제 루믹은 사이버 컨트롤러가 되어 있었다. 미키와 제이크는 전송기를 망가뜨려 전환되지 않은 사람들을 풀어 준다. 닥터는 루믹을 속여 제제 암호를 말하게 하고, 미키가 감시카메라로 엿들어 로즈의 핸드폰에 전송한다. 닥터는 핸드폰을 컴퓨터 시스템에 꽂아넣어 신호를 바꾸고 사이버맨들을 절망에 빠지게 한다. 루믹을 죽게 놔둔 채 일행은 달아난다. 미키는 로즈가 닥터를 좋아한다는 것을 이해하면서, 이곳에 남아 제이크와 함께 평행우주를 바로잡는데 도움을 주기로 결심한다. |    |                                                 |               |                 |                  |      |      |    |
| 173 | 7  | "바보상자" "The Idiot's Lantern"                | 유로스 린     | 마크 게티스     | 2006년 5월 27일  | 2.7  | 6.76 | 84 |
| 닥터와 로즈는 1953년 엘리자베스 2세 여왕의 대관식 전날 런던 머스웰힐에 도착한다. 닥터는 십대 소년인 토미 코널리 (로리 제닝스)를 만나 돕게 되는데, 자기 할머니가 얼굴에 이목구비가 없고 뇌가 없는 것처럼 행동해서 숨겨 모시고 있었다. 대관식 기념으로 싸게 파는 텔레비전 세트를 구매했던 사람들에게 이런 현상이 흔했는데 그 근원지는 맥파이 전파사로, 맥파이 씨 (론 쿡)가 주인으로 있었다. 전파사를 탐색하던 로즈는 맥파이 씨가 '와이어' (모린 리프맨)이라 부르는 존재의 영향력을 받고 있다는 사실을 알게 되는데, '와이어'는 지구로 이민와 스스로를 전파 형태로 변환하고, 다가오는 대관식과 텔레비전들을 이용해 충분한 양의 정신들을 먹어치워 자신의 몸을 복구하려 하고 있었다. 와이어는 로즈의 얼굴마저도 잠식한다. 이를 발견한 닥터는 분개하고, 기기를 만들어 와이어의 계획을 저지시킨다. 그리고 정신과 얼굴을 잡아먹혔던 사람들은 원상복귀되고 런던 전역은 안심하고 대관식을 시청할 수 있게 된다. |    |                                                 |               |                 |                  |      |      |    |
| 174a | 8  | "블랙홀의 저주" "The Impossible Planet"         | 제임스 스트롱 | 맷 존스         | 2006년 6월 3일   | 2.8  | 6.32 | 85 |
| 닥터와 로즈는 불가능하게도 블랙홀 주위를 돌고 있는 어느 행성에 세워진 기지에 도착한다. 기지 승무원들은 그 행성의 중심부를 드릴로 파내려가 조사하는 탐험단으로, 재커리 크로스 플레인 (숀 파크스) 선장이 이끌고 있었다. 오드라는 이름의 외계 종족이 이들에게 복종하고 있었다. 갑자기 지진이 닥치고 기지의 여러 구역이 행성 속으로 추락하는데, 거기엔 타디스가 있는 구역도 있었다. 드릴이 행성 중심부에 다다르자 오드들은 '야수'가 깨어난다고 예언하기 시작하고, 야수는 고고학자인 토비 제드 (윌 소프), 나중에는 오드들에게 달라붙는다. 드릴로 파는 작업이 끝나고 닥터는 아이다 스코트 (클레어 러시브룩)와 함께 행성의 심연 속으로 들어가는 데 자원하고, 그곳에서 해독이 불가능한 글자들이 씌여진 한 원반을 발견한다. 이 글자들은 이전에 기지 곳곳에서 발견됐고, 토비가 야수에 홀렸을 때 얼굴에 씌였던 것이었다. 닥터가 그 원반이 대문일 것이라 확신하고 열기 시작하자, 야수가 씌인 토비는 로즈에게 이 행성이 블랙홀 속으로 빨려들어가고 있다 말하고, 야수의 음성 (가브리엘 울프)이 자신은 자유라고 예고하면서 끝이 난다. |    |                                                 |               |                 |                  |      |      |    |
| 174b | 9  | "악마라는 이름으로" "The Satan Pit"             | 제임스 스트롱 | 맷 존스         | 2006년 6월 10일  | 2.9  | 6.08 | 86 |
| 아이다와 닥터는 문을 조사하고, 로즈와 나머지 대원들은 어떤 힘이 토비의 몸에서 떠나간 것을 목격하고는 더 이상 토비가 뭔가에 홀린 것이 아니라고 추측한다. 닥터는 칠흑같은 구덩이 속으로 들어가고 야수는 닥터에게 말을 거는데, 야수가 수많은 종교의 악의 화신이며 이 행성 내부에 봉인되어 있었지만 탈출하려고 한다는 사실이 밝혀진다. 닥터는 로프가 모자르자 떨어지더라도 살 수 있을거라 확신한 채 줄을 자르고 추락하는데, 그 소식은 로즈에게 전해져 괴롭게 만든다. 야수에게 홀려 쫓아오는 오드들로부터 대원들 다수와 로즈가 빠져나오고 탈출선에 타고 발사시킨다. 닥터는 자신이 충돌에서 살아남은 것을 깨닫고 야수의 실체를 발견하는데, 그 야수의 의식이 어떻게든 행성 밖으로 빠져나가려 하고 있었다는 것이 밝혀진다. 로즈와 약속을 했었던 닥터는 야수와 행성을 차례로 블랙홀 속으로 빨려들어가게 만들지만, 야수의 의식이 토비 몸 안에 들어가자 탈출선도 블랙홀 쪽으로 당겨지기 시작한다. 로즈가 그 사실을 알아차리고 토비를 탈출선 밖으로 방출시킨다. 그리고 닥터는 구덩이 속에서 타디스를 발견하고 로즈를 구출해낸다. |    |                                                 |               |                 |                  |      |      |    |
| 175 | 10 | "어느 소시민의 외계인 보고서" "Love & Monsters" | 댄 제프       | 러셀 T 데이비스 | 2006년 6월 17일  | 2.10 | 6.66 | 76 |
| 엘턴 포프 (마크 워런)이 비디오로 일기를 녹화하면서 이야기가 시작된다. 엘턴은 비디오를 통해 자기가 어렸을 때 거실에서 어떻게 닥터를 처음 만났는지 얘기해 주고, 닥터를 다시 찾으러 나설 계획을 세웠다고 한다. 엘턴은 인터넷으로 조사를 하면서 우르슐라 블레이크 (셜리 헨더슨)이란 여자를 만나는데, 그 여자도 예전에 닥터를 만난 적이 있었다. 엘턴과 우르슐라, 그리고 닥터를 마주한 적이 있는 다른 세 일원이 모여 이러한 조우에 관해 논하기 위해 런던조사 '및' 탐정대 (London Investigation 'N' Detective Agency), 줄여서 '린다' (LINDA)를 결성한다. 하지만 린다가 벌이는 회의는 얼마 가지 않아 친목회가 되고 만다. 회의가 있던 어느날 빅터 케네디 (피터 케이)란 남자가 회의를 중단시키고, 린다의 목표를 닥터를 탐색하는 쪽으로 바로잡는다. 이후 모임의 두 사람이 이상하게도 보이질 않게 되고, 어느날 우르슐라가 핸드폰을 다시 가지러 가기 위해 엘턴과 함께 회의실로 돌아간다. 그곳에서 케네디는 자신이 아브조르발로프이며, 다른 린다 멤버 세 명을 흡수해 버렸다는 사실을 드러낸다. 우르슐라에게도 같은 운명이 닥치고 엘턴은 아브조르발로프에게 쫓기다 막다른 골목에 선다. 그때 타디스가 나타나고 닥터는 아브조르발로프의 지팡이가 전기장 발전기란 사실을 알아낸다. 그리고 엘턴이 지팡이를 부러뜨려 아브조르발로프를 파괴한다. 닥터는 우르슐라를 간신히 보도블럭에다 보존해 놓고, 엘턴은 블럭을 집에 가져온다. |    |                                                 |               |                 |                  |      |      |    |
| 176 | 11 | "그림 습격사건" "Fear Her"                      | 유로스 린     | 매튜 그레이엄   | 2006년 6월 24일  | 2.11 | 7.14 | 83 |
| 닥터와 로즈는 2012년 하계 올림픽이 개막하기 바로 전 런던 교외에 도착한다. 이곳 아이들은 한명씩 실종되고 있었고, 로즈와 닥터는 그 근원이 클로이 웨버 (애비솔라 아그바제)란 이름의 12살 소녀임을 알게 된다. 클로이는 사람들을 그림으로 그려서 사라지게 만들 수 있었다. 닥터는 클로이가 아이솔러스에게 홀렸음을 알게 되는데, 아이솔러스는 지구에 추락한 외계 생명체로 클로이의 외로움과 이어질 수 있었다. 아이솔러스가 클로이의 몸에서 떠나려면 아이솔러스의 조그만 우주선을 찾아 동력을 넣어야 했다. 로즈는 그 우주선을 거리에 막 부어넣은 아스팔트 밑에서 찾아내고, 이쪽 거리로 올림픽 성화가 다가올 때 성화봉에 던져넣어 우주선에 열과 감정력을 줘서 동력을 넣도록 한다. 실종된 아이들이 돌아왔지만 예전에 돌아가신 난폭한 클로이 아빠가 악마의 모습으로 되살아난다. 하지만 클로이 엄마 (니나 소산야)가 클로이와 함께 노래를 부르며 클로이의 두려움을 진정시킨다. 아이솔러스는 조용히 클로이의 몸에서 빠져나간다. |    |                                                 |               |                 |                  |      |      |    |
| 177a | 12 | "유령의 두 얼굴" "Army of Ghosts"               | 그램 하퍼     | 러셀 T 데이비스 | 2006년 7월 1일   | 2.12 | 8.19 | 86 |
| 닥터와 로즈는 런던으로 돌아가 재키를 만난 뒤, 몇달 전부터 지구에서 매일 특정 시간대마다 어떤 형상들이 나타나는 일이 전세계에 걸쳐 벌어지고 있다는 사실을 알게 된다. 사람들은 이 형상들이 유령이라고 받아들인 상태였다. 하지만 닥터는 이쪽 우주로 길을 내려고 애쓰는 무엇인가가 남긴 흔적이라고 생각하고, 근원지를 추적하는데 토치우드라는 비밀기관의 본부였다. 토치우드의 소장인 이본 하트맨 (트레이시앤 오버맨)은 이 유령들이 나타난 것이 우주에 틈이 생겼기 때문이라고 밝히는데, 그 틈으로 구형 '보이드 선'이 넘어와 토치우드가 보관하던 중이었다. 토치우드 직원 세 명이 알 수 없는 집단에게 조종당해 틈을 열고, 그 틈새가 무너져 수백만의 유령이 전세계 각지에 모습을 드러내게 된다. 그리고 그 유령들은 본모습으로 바뀌는데, 바로 평행우주에서 온 사이버맨들이었다. 하지만 이 사이버맨들은 틈새를 통해 아까 그 보이드 선을 따라온 것일 뿐이었고, 보이드 선 안에는 달렉 넷이 타고 있었다는 것이 밝혀진다. |    |                                                 |               |                 |                  |      |      |    |
| 177b | 13 | "최후 심판의 날" "Doomsday"                     | 그램 하퍼     | 러셀 T 데이비스 | 2006년 7월 8일   | 2.13 | 8.22 | 89 |
| 보이드 선에서 나온 네 달렉 (이후 스카로 교단이라고 밝힘)은 틈을 통해 제네시스 아크란 이름의 물건을 가져왔고, 사이버맨과의 전쟁을 선포한다. 그리고 두 종족은 이내 전세계에서 싸우기 시작한다. 그러는 한편 닥터는 제이크 사이먼즈, 피트 타일러, 미키 (토치우드 직원으로 잠입해 로즈와 달렉들과 함께 있었음)가 두 우주 사이를 이동할 수 있다는 것을 알게 된다. 스카로 교단은 로즈와 미키를 살려두는데, 제네시스 아크가 타임로드 기술을 훔쳐 만들었기에 달렉들은 가동시키지 못하므로 시간여행자인 두 사람을 시켜 가동하기 위해서였다. 닥터는 틈새를 열어 달렉과 사이버맨을 비롯해 보이드를 건너온 모든 것을 밀어넣은 다음 영원히 틈새를 닫아버린다는 계획을 세우고 준비한다. 로즈는 가족이 넘어간 평행우주에 머물기를 거부하고 닥터를 돕기 위해 남아있는데, 손을 미처 잡지 못해 틈새로 빨려들어가 영원히 평행우주에 고립되게 된다. 시간이 흐른 뒤 닥터는 초신성을 동엵으로 이용해 자신의 이미지를 평행우주에 마지막으로 남은 틈새 중 하나로 전송할 수 있게 되고, 닥터와 로즈는 그곳에서 눈물겨운 작별인사를 나눈다. 그리고 타디스 안에 웨딩 드레스를 입은 한 여자가 나타난다. |    |                                                 |               |                 |                  |      |      |    |